# Constitution de l'État de Chuuk
Pour un article plus général, voir Politique de la Micronésie.
Lire en ligne

Version originale : Site de la Cour suprême

La constitution de l'État de Chuuk, un des quatre États des États fédérés de Micronésie est le texte de droit fondamental de l'État de Chuuk. Elle est effective le 1er octobre 1989. Des amendements sont élaborés tout au long de l'année 2004 et adoptés par référendum en mars 2005.